# Federació de Futbol de la Copa del Golf Aràbic
La Federació de Futbol de la Copa del Golf Aràbic, també coneguda per les sigles AGCFF (en àrab: إتحاد كأس الخليج العربي لكرة القدم, en anglès: Arab Gulf Cup Football Federation), és l'òrgan de govern del futbol de vuit federacions de la regió del Golf Aràbic. Set d'aquestes associacions són a la península aràbiga: Bahrain, Kuwait, Oman, Qatar, Aràbia Saudita, Emirats Àrabs Units i la República del Iemen. La vuitena associació és la d'Iraq. A excepció del Iemen, tots aquests països tenen costa amb el golf aràbic, també conegut com a golf pèrsic.
Va ser creada el maig de 2016 a Doha, la capital de Qatar, amb el nom de Federació de Futbol del Golf Aràbic (en anglès: Arabian Gulf Football Federation).
El xeic de Qatar, Hamad Bin Khalifa Bin Ahmed Al Thani, va ser nomenat primer president i la federació va ser rebatejada amb el nom actual per tal de reflectir la competició més antiga de la regió: la Copa del Golf Aràbic.
La Copa del Golf Aràbic se celebra cada any a partir de 2017 i està previst que, a partir de 2020, l'AGCFF organitzi diverses competicions nacionals de clubs i una Copa del Golf Aràbic Femenina.

## Membres de l'AGCFF
| Pais                | Federació                                     | Afiliació |
| ------------------- | --------------------------------------------- | --------- |
| Bahrain             | Associació de Futbol de Bahrain               | 2016      |
| Iraq                | Associació Iraquiana de Futbol                | 2016      |
| Kuwait              | Associació de Futbol de Kuwait                | 2016      |
| Oman                | Associació de Futbol d'Oman                   | 2016      |
| Qatar               | Associació de Futbol de Qatar                 | 2016      |
| Aràbia Saudita      | Federació de Futbol de l'Aràbia Saudita       | 2016      |
| Emirats Àrabs Units | Associació de Futbol dels Emirats Àrabs Units | 2016      |
| Iemen               | Associació de Futbol del Iemen                | 2016      |